# ヴルタヴァ川
ヴルタヴァ川（ヴルタヴァがわ、チェコ語：Vltava [ˈvl̩tava] ( 音声ファイル), ドイツ語：Moldau [ˈmɔldaʊ]）は、チェコ国内最長の川である。エルベ川の支流。表記ゆれでブルタバ川とも。日本ではモルダウ川（ドイツ語）としても知られる。その川の名前の（Vltava）は、「野生の水」を意味する古いゲルマン語の「wilt ahwa」に由来すると考えられている。

## 概要
ボヘミア盆地の水を集めプラハを通って南から北に流れ、盆地の北部、ムニェルニークでラベ川（エルベ川）と合流したのち、エルツ山脈とズデーテン山脈に切れ目を南から北へ通り、北ドイツ平原に流れ出て、ドレスデン、マグデブルク、ハンブルクなどの都市を潤して北海に抜ける。
ヴルタヴァ川は、ボヘミア盆地の南縁の一部にあたるシュマヴァ山地（ボヘミアの森）の主稜線上に位置しドイツ国境にほど近いチェルナー・ホラ山（チェコ語: Černá hora）付近や、ドイツ側のバイエルンの森に発する複数の川を源流とする。ヴルタヴァ川の流域は、これら源頭部の背後の山稜を結んだ稜線を分水嶺として南のドナウ川の流域に接している。この分水嶺は、北海へ注ぐエルベ川流域と黒海へと注ぐドナウ川流域とを分けている。
ヴルタヴァ川に建設されたダムのうち、最大規模の人工湖であるリプノ湖（チェコ語: Vodní nádrž Lipno）を経て、ヴィッシー・ブロトで大きく流れを北に変えた後、チェスキー・ブジェヨヴィツェ、プラハを経てムニェルニークでラベ川に合流する。プラハでは川幅500メートルほどで旧市街と城下町を隔てている。川には浅瀬が多く、昔はスラブ人のチェヒ族がそこに移住してきた。大量の荷物を舟運を利用し、内陸部のあちこち運んだと想像できる。冬になると、この岸辺に、毎年北の国からハクチョウ、ユリカモメ、カモなど5,000羽近い水鳥が飛来してくる。

## 歴史
チェコの作曲家スメタナは連作交響詩『わが祖国』の第2曲でヴルタヴァ川を題材としている。作曲された19世紀後半は、当地はオーストリア＝ハンガリー帝国（ハプスブルク君主国）統治下にあり、ドイツ語が広く使われていたこともあってか、同曲は地名と同様にチェコ語名のヴルタヴァだけでなく、ドイツ語名のモルダウとしても知られている。
2002年8月、洪水が起こった。

## ギャラリー

プラハ市内を流れるヴルタヴァ川
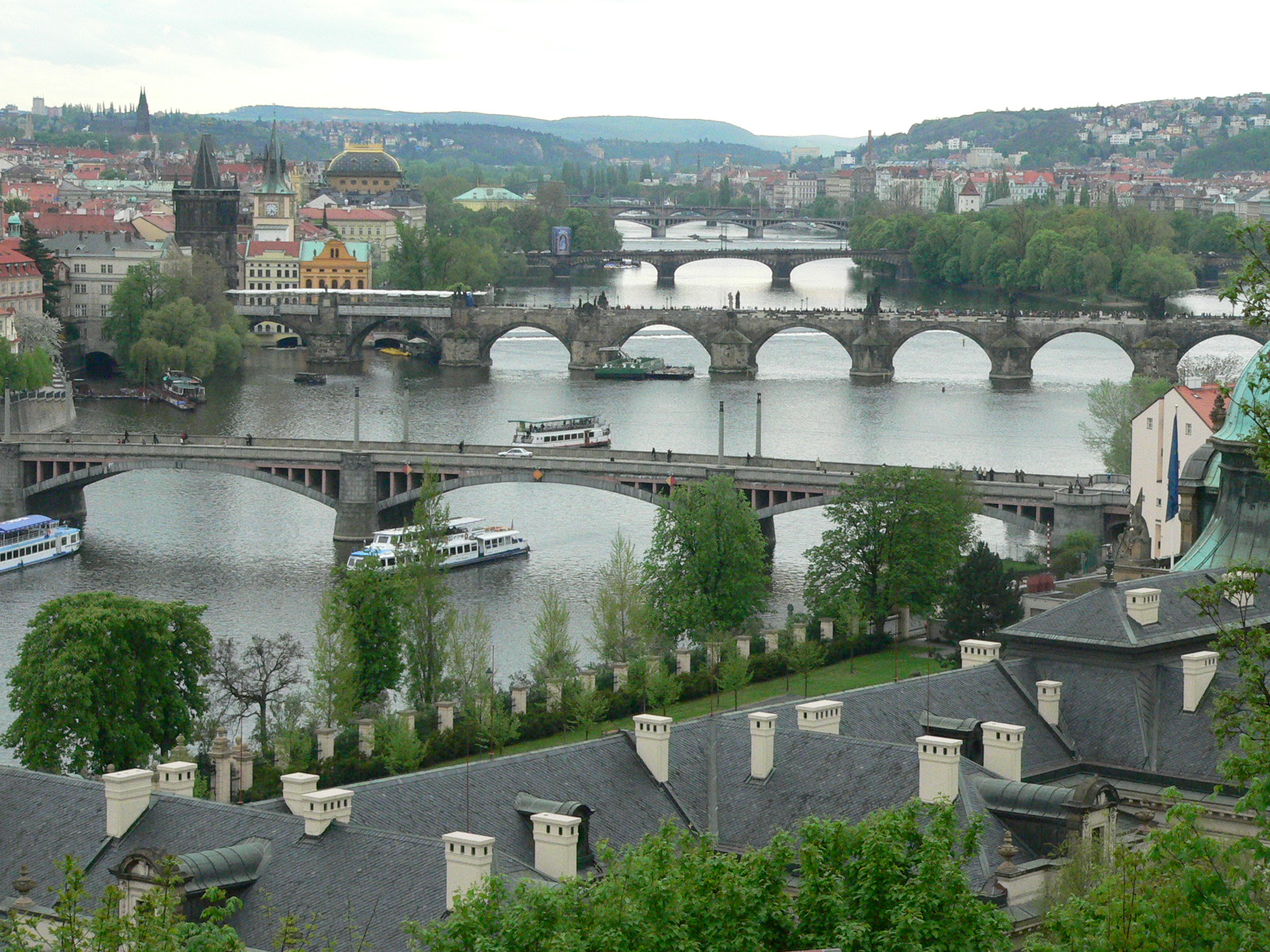
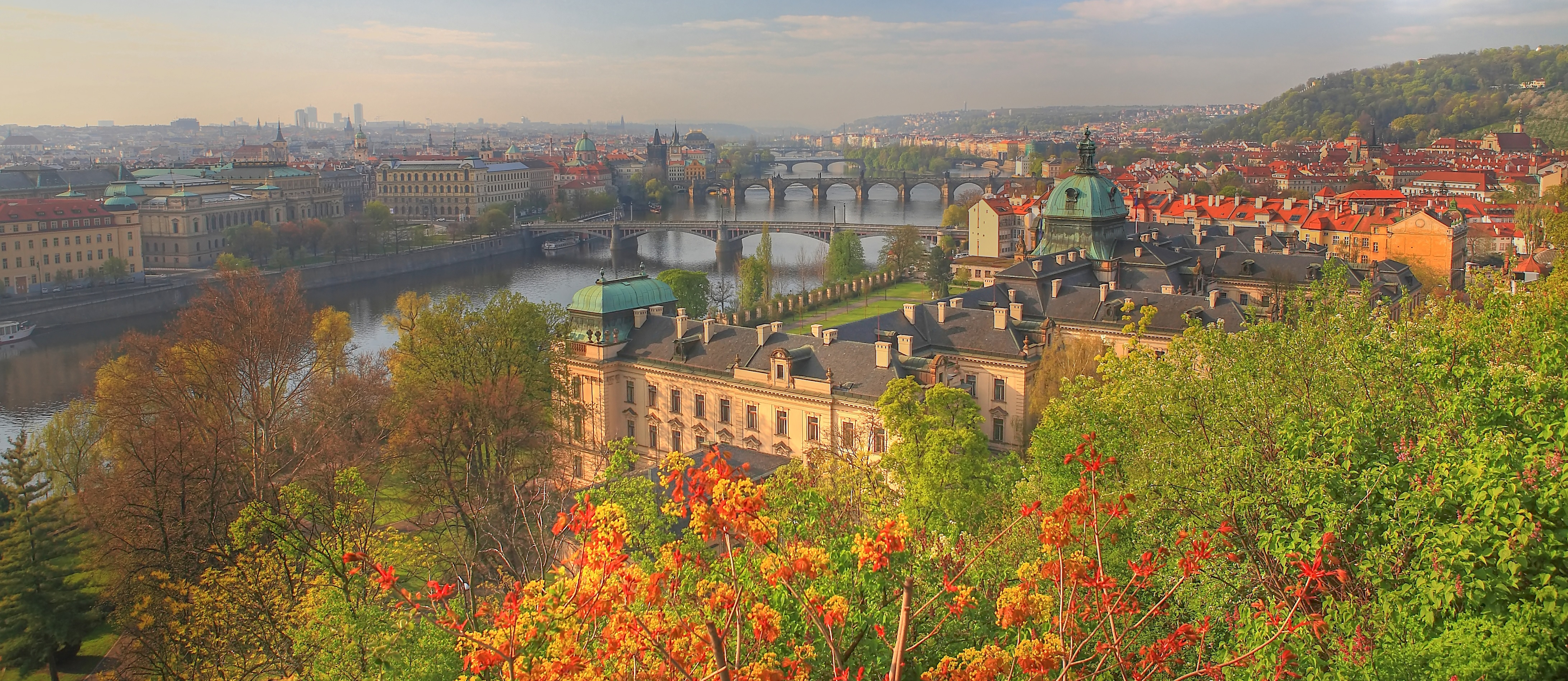
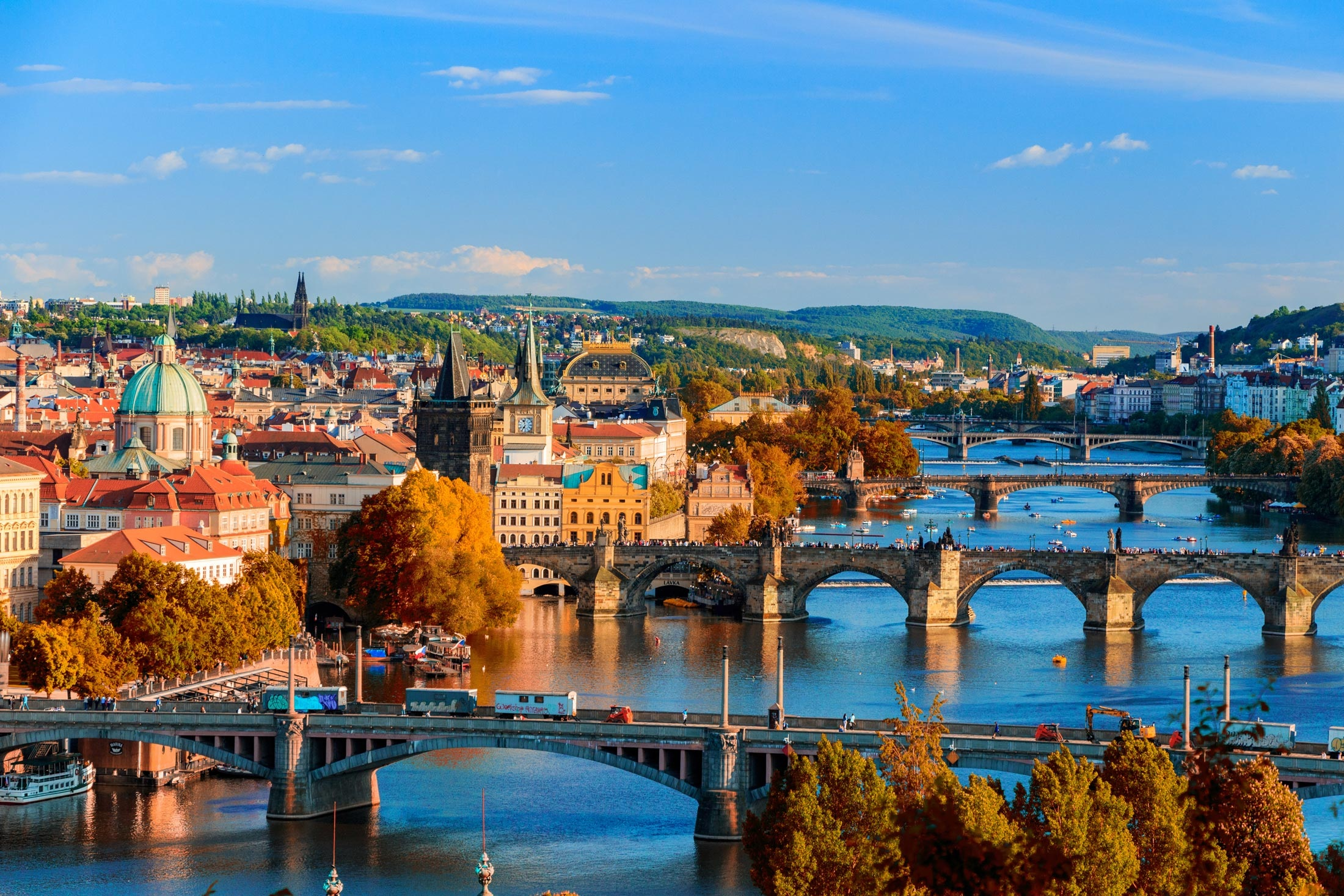

## 流域の都市
- ヴィッシー・ブロト（チェコ語版、英語版）
- チェスキー・クルムロフ
- チェスケー・ブジェヨヴィツェ
- プラハ